# Безсъдбовност (филм)
„Безсъдбовност“ (на унгарски: Sorstalanság) е унгарско-германско-британски филм от 2005 година, историческа драма на режисьора Лайош Колтай по сценарий на Имре Кертес, базиран на едноименния му роман от 1975 година.
В центъра на сюжета е еврейско момче от Будапеща, което преживява няколко месеца в германски концентрационни лагери по време на Холокоста, което рязко го откъсва от предишната му социална среда. Главните роли се изпълняват от Марсел Над, Арон Димен, Янош Бан.
„Безсъдбовност“ е номиниран за наградата „Златна мечка“, както и за Европейска филмова награда за операторска работа и за музика.